# Дарохранительница

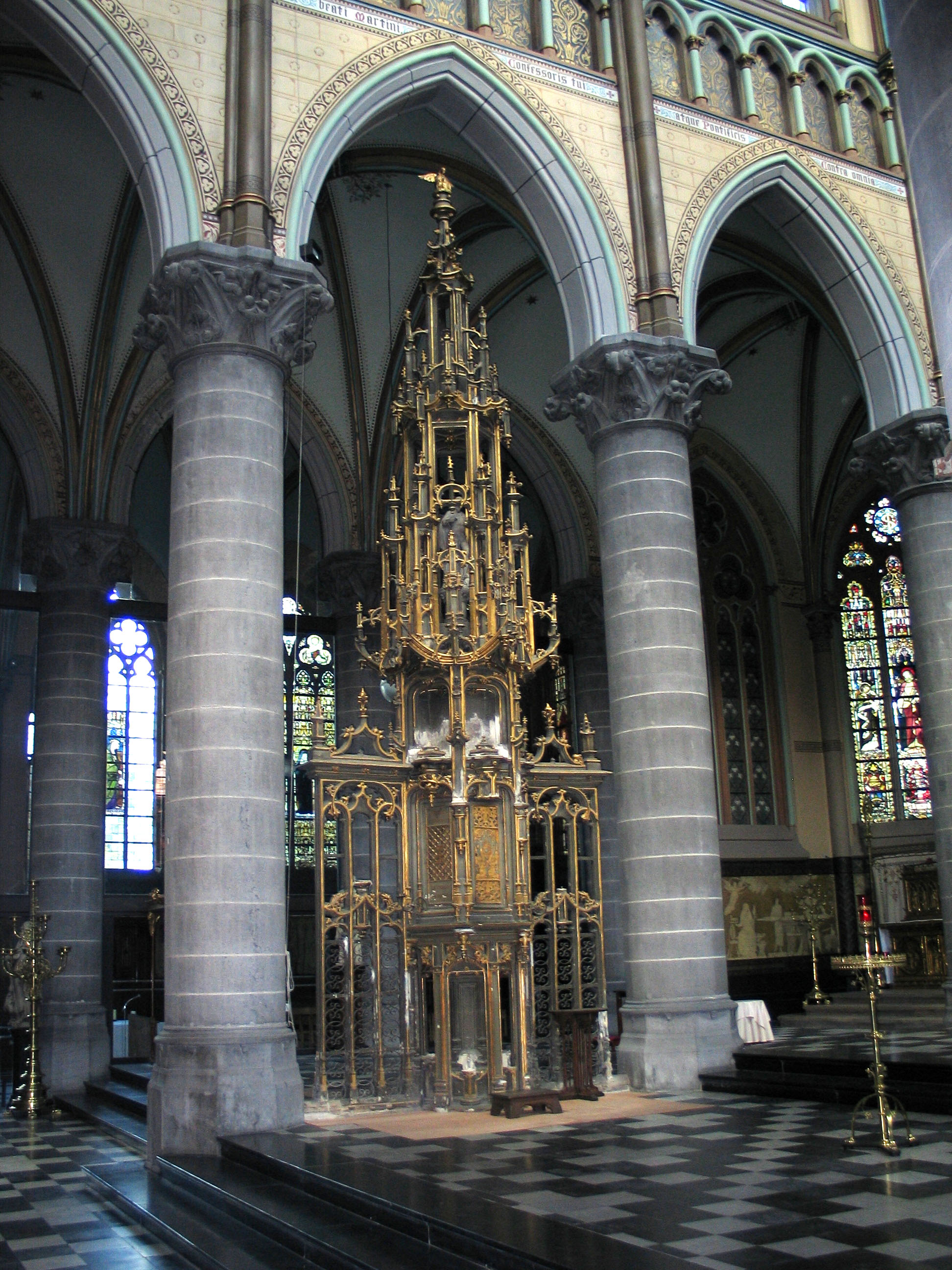
Дарохранительница, Храм св. Мартина, Кортрейк, Бельгия.

Дарохрани́тельница — священный сосуд, в котором хранятся Святые Дары — Тело и Кровь Христовы, используемые для причащения. Сообразно этому своему назначению, она является самым священным предметом в христианском храме. Дарохранительницы используются в богослужениях православной, римско-католической и англиканской церквей. В католической практике называется иногда «табернакль» (лат. tabernaculum). Одной из ранних форм, близких дарохранительницам, был «евхаристический голубь».
Прообразом христианской дарохранительницы считается ветхозаветная Скиния с Ковчегом Завета.

## В православии
В православных церквях дарохранительница хранится непременно в алтаре на престоле и носит название «кивот». В православных храмах на Ближнем Востоке для дарохранительницы предусматривается особое место в алтаре. Современные дарохранительницы обычно оформляются как миниатюрный храм, внутри которого находится ковчежец с Дарами в виде ларца или саркофага. Святые Дары, хранящиеся в дарохранительнице, служат для причащения больных или умирающих верующих, неспособных прийти в храм на литургию.
От дарохранительницы следует отличать дароносицу, представляющую собой ковчежец для перенесения Святых Даров. Её использует священник, отправляющийся причащать кого-либо за пределами храма (например, больных).
Дарохранительница обычно бывает покрыта стеклянным колпаком; прикасаться к ней кому-либо, кроме священника и диакона, не дозволяется.

### Сион
«Сион» («Зион») или «Иерусалим» имеет вид храма (в теории повторяет в миниатюре архитектуру Иерусалимского храма) и предназначен для хранения запасных Даров. При особо торжественных службах выносился дьяконом из алтаря церкви.
Впервые сионы упоминаются в Ипатьевской летописи в 1158 г., последние летописи об изготовлении подобной утвари относятся к концу XV в. Особо знамениты 2 сиона, заказанных Иваном III в 1486 году для Московского Успенского собора и сохранившихся в гальванокопиях 1913 года.

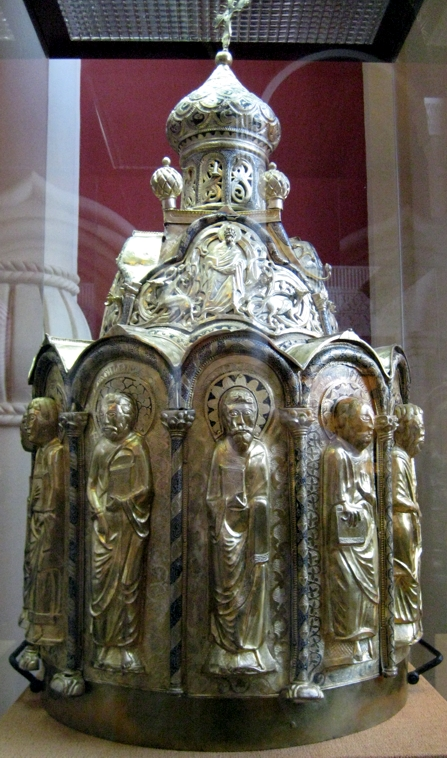
Большой Сион Московского Успенского собора 1486 года (гальванокопия)
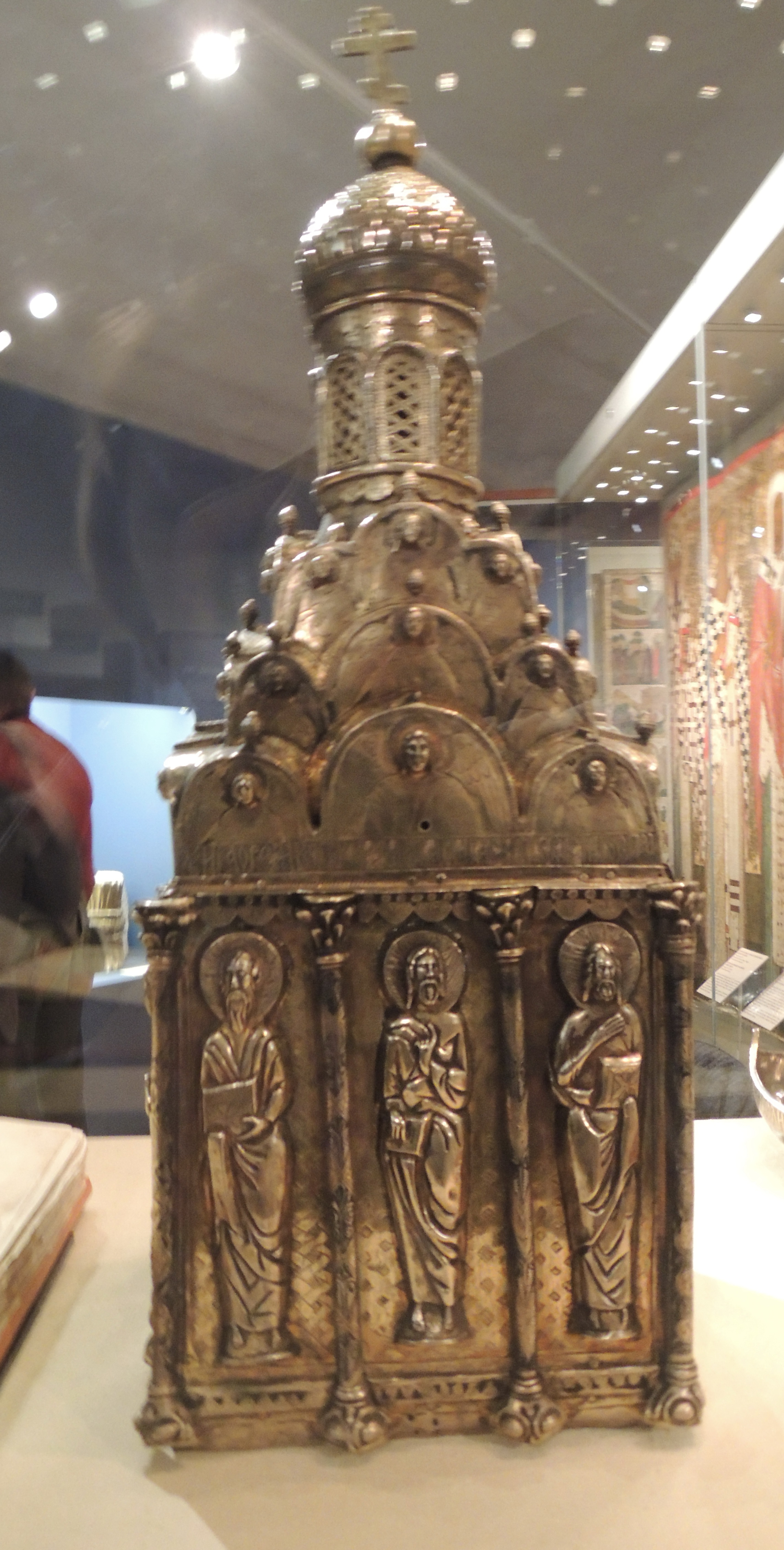
Малый Сион Московского Успенского собора 1486 года (гальванокопия)